# Boulders
Boulders är ett musikalbum av Roy Wood som utgavs 1973 av skivbolaget Harvest Records. Det var Woods första musikalbum som soloartist och bestod av inspelningar han gjorde under åren 1969-1971. Med undantag av en låt spelar Wood alla musikinstrument som förekommer i låtarna själv.
Låten "Dear Elaine" gavs ut som singel och blev en hit i Storbritannien. Albumet nådde plats 15 på UK Albums Chart och plats 176 på Billboard 200-listan i USA.

## Låtlista
1. "Songs of Praise" – 4:40
2. "Wake Up" – 3:19
3. "Rock Down Low" – 3:25
4. "Nancy Sing Me a Song" – 3:28
5. "Dear Elaine" – 4:09
6. "Medley: "All the Way Over the Hill"/"Irish Loafer (And His Hen)" – 4:49
7. "Miss Clarke and the Computer" – 4:20
8. "When Gran'ma Plays the Banjo" – 3:12
9. "Rock Medley: "Rockin’ Shoes"/"She's Too Good for Me"/"Locomotive" – 7:31